# Historiën (Herodotos)
De Historiën (Grieks: ἱστορίαι / historíai) zijn geschreven door Herodotos tussen 450 en 420 voor Chr. in het Ionisch dialect, en zijn het oudste omvangrijkste werk in Grieks proza dat bewaard is gebleven. Dit werk lag mede ten grondslag aan de klassieke geschiedschrijving, de historiografie zoals die in de klassieke oudheid werd beoefend. 
Het belangrijkste onderwerp is de geschiedenis van de gewelddadige confrontatie tussen de "barbaroi" en de Grieken, die zijn voorlopig hoogtepunt beleefde in de Perzische Oorlogen. Als beginpunt van dit conflict beschouwde Herodotos de Lydische koning Kroisos, die volgens hem begonnen is met onrechtmatige daden tegenover de Grieken. Herodotos maakt echter ook vele zijsprongen naar andere (geschiedkundige en geografische) onderwerpen.
Om praktische redenen werd het werk in latere tijden door Alexandrijnse taalgeleerden uitgegeven in negen boekdelen, die elk de naam van één der Muzen meekregen. Deze indeling is echter vrijwel zeker niet van Herodotus' hand.

## Korte samenvatting
- Boek I (Κλειώ, Clio): Na een voorwoord over de aanleidingen die volgens Perzen en Feniciërs tot het conflict tussen Europa en Azië hebben geleid (1-5), worden uitvoerig de opkomst en ondergang van het Lydische Rijk verhaald, in het bijzonder de regering van de befaamde koning Croesus (6-94). In dit onderdeel worden ook het legendarische onderhoud tussen Croesus en Solon (29-33) en de tragische dood van Croesus' zoon Atys verteld (34-45). 
De rest van dit boek wordt in beslag genomen door de geschiedenis van het Medische en de opkomst van het Perzische Rijk (95-216). De veroveringen van Cyrus (onder meer van Griekse steden in Klein-Azië en van Babylon) nemen een belangrijke plaats in als de eerste symptomen van de Perzische expansiedrang, die volgens Herodotus tot de Perzische Oorlogen heeft geleid.

- Boek II (Εὐτέρπη, Euterpe): Naar aanleiding van de expeditie die Cyrus' opvolger Cambyses voorbereidt ter verovering van Egypte, wordt een uitvoerige beschrijving gegeven van land en volk van Egypte (2-98), met belangrijke uiteenzettingen over de bronnen en de jaarlijkse overstromingen van de Nijl (19-34) en over zeden en gewoonten van de Egyptenaren, zoals het uitvoeren van anasyrma bij de steden langs de oevers van de rivier.[1] (35-90). 
De geschiedenis van Egypte, vanaf de eerste sterfelijke koning Min tot aan de komst van de Perzen, neemt het tweede gedeelte van dit boek volledig in beslag (99-182); het 'novellistische' element ontbreekt niet, wat mag blijken uit het verhaal van koning Rhampsinitos en de dief (121).

- Boek III (Θάλεια, Thalia): Het relaas over de regering van Cambyses (1-66) omvat de verovering van Egypte en de tochten tegen de Ethiopiërs en de Ammoniërs (1-26), de waanzin van Cambyses (27-37), evenals de oorlog tussen Polycrates van Samos en de Spartanen (35-90), waarin het beroemde verhaal over de ring van Polycrates (39-43) voorkomt. 
 Na de dood van Cambyses worden de moeilijkheden in verband met de troonopvolging beschreven, die uiteindelijk leiden tot de troonsbestijging van Darius (67-87). In de eerste jaren van diens regering wordt het Perzische Rijk grondig gereorganiseerd (88-160). Een hoogst merkwaardig fragment vormen de gesprekken van de Perzische edelen over de meest verkieslijke bestuursvorm (80-82), het oudste getuigenis over het bestaan van een Griekse politieke theorie.

- Boek IV (Μελπομένη, Melpomene): De expeditie die Darius onderneemt tegen de Scythen (1-4) is de aanleiding tot een uitvoerige uiteenzetting over de oorsprong van het Scythische volk, hun levenswijze en de geografische gesteldheid van hun land (5-82). 
Na de mislukte veldtocht in Scythië (83-144) rukken de Perzen op tegen de Griekse steden Barca en Cyrene in Noord-Africa (145-205), hetgeen Herodotus de gelegenheid biedt de geschiedenis van Cyrene te verhalen (145-167) en het Libische land en volk te beschrijven (168-199).

- Boek V (Τερψιχόρη, Terpsichore): Koning Darius onderneemt diverse militaire acties in Europa, o.m. de onderwerping van Thracië (1-27). Vervolgens wordt de Ionische Opstand verhaald (28-126): naar aanleiding van de diplomatieke reis van Aristagoras naar het Griekse moederland, met de bedoeling daar steun te verkrijgen, weidt Herodotus uit over de geschiedenis van Sparta (39-48) en van Athene (55-98).

- Boek VI (Ἐρατώ, Erato): De Ionische Opstand wordt door de Perzen onderdrukt, met als gevolg de onderwerping van Samos, Carië, en steden aan de Hellespont en de Propontis (1-42). Hierop volgt de beschrijving van de eerste expeditie van de Perzen tegen Griekenland, die mislukt wegens de vernietiging van de vloot bij de berg Athos (43-47), waarna Herodotus de politieke situatie in Griekenland uiteenzet (48-93), met bijzondere aandacht voor de interne moeilijkheden in Sparta (51-84) en het conflict tussen Athene en het naburige eiland Aegina (85-93). 
 Aan het relaas over de tocht van Datis en Artaphernes, die eindigt met de slag bij Marathon (94-120), worden de geschiedenis van het geslacht der Alcmaeoniden (121-131) en Miltiades' expedities tegen Paros en Lemnos (132-140) vastgeknoopt.

De laatste drie boeken bevatten het verhaal van de Oorlog tussen Xerxes en de Grieken:
- Boek VII (Πολύμνια, Polymnia): Na de dood van koning Darius neemt zijn zoon Xerxes, na aanvankelijke aarzeling, het besluit tegen Griekenland op te trekken en begint met massale voorbereidselen (1-25). De redevoering waarmee Xerxes zijn besluit meedeelt (8), die van zijn oom Artabanus die het hem afraadt (10) en het verhaal over het droomvisioen dat Xerxes en Artabanus uiteindelijk overtuigt (12-18), behoren literair gesproken tot de best verzorgde passages uit Herodotus' werk.
Vervolgens wordt de opmars van de Perzische troepen tot aan de poorten van Griekenland beschreven (26-130). Hierin komt het merkwaardige gesprek voor tussen Xerxes en de uitgeweken Spartaanse koning Demaratus, waarin de tegenstelling tussen het Griekse vrijheidsideaal en de Perzische onderdanigheid sterk wordt beklemtoond (101-104). Na de uiteenzetting over de verdedigingsmaatregelen van de Grieken (131-171) worden het verdere oprukken van de Perzen en de Slag bij Thermopylae verhaald (172-239).

- Boek VIII (Οὐρανία, Urania): Nadat de Griekse vloot in de zeeslag bij kaap Artemisium zwaar gehavend werd (1-17), gaat de opmars van het Perzische landleger verder in de richting van Athene, waar men overgaat tot algemene evacuatie van de stad (18-55). Hierna volgt de beschrijving van de Slag bij Salamis (56-96), waarna Xerxes naar Azië terugkeert. Mardonius blijft met het Perzische landleger in Griekenland achter en tracht, zonder resultaat, de Atheners tot een bondgenootschap met de Perzen over te halen (97-144).

- Boek IX (Καλλιόπη, Calliope): Mardonius bezet opnieuw Athene, maar trekt zich bij de nadering van het Spartaanse leger terug (1-16). Na enkele voorbereidende schermutselingen volgt dan de Slag bij Plataeae, waarin het Perzische landleger een verpletterende nederlaag lijdt (17-85). De Griekse zegetocht gaat verder met de zeeslag bij Mycale (86-105) en de inname van Sestus (106-122).

## Stijl
Herodotos' stijl is over het algemeen vrij toegankelijk en verhalend. In zijn werk verwerkt hij heel wat verhalen en anekdotes en maakt hij vaak lange uitweidingen waarmee hij afwijkt van het hoofdverhaal over de strijd tussen de Grieken en de Barbaroi. De auteur is prominent aanwezig in zijn werk, en hij geeft vaak (moraliserende) commentaar op de gebeurtenissen.
Al in de oudheid zag men gelijkenissen tussen de Historiën en de Homerische epen: Longinos noemt hem "Ὁμηρικώτατος/Homèrikotatos" : Zeer Homerisch. In de beschrijvingen van de veldslagen spelen de goden, weliswaar in mindere mate dan in de Ilias, een belangrijke rol, vooral door middel van voortekens. Ook erg Homerisch is de manier waarop Herodotos bij veldslagen wisselt van perspectief, van een individuele deelnemer aan de slag naar het grote geheel.
Herodotos was ook sterk beïnvloed door tragedie; mogelijks was het juist het contact met de tragedies uit zijn tijd die hij leerde kennen in Athene dat hem tot een 'historicus' maakte en zijn interesse wekte voor de morele aspecten van de geschiedenis. Hij was een persoonlijke vriend van de Atheense tragedieschrijver Sophokles. Heel wat typische motieven uit tragedie vindt men ook in de Historiën: dat van de smekeling die om bescherming vraagt (Zie Aischylos' Smekelingen en Herodotos' verhaal over de Lydische smekeling Paktyes), zelfopoffering (Euripides' Iphigeneia in Aulis en de Spartaanse koning Leonidas bij Herodotos), heiligschennis (Aischylos' Agamemnon en Themistokles' overtuiging dat de Perzische nederlaag een gevolg is van de heiligschennis van koning Xerxes), en het achterlaten van een kind en diens uiteindelijke terugkeer, met grote gevolgen (Oidipous in Sophokles' Oidipous Tyrannos en het verhaal over de Perzische koning Kyros bij Herodotos). Misschien ligt de duidelijkste link met tragedie wel in het steeds wederkerend motief van orakels en het fout interpreteren ervan dan wel de vergeefse pogingen aan hen te ontkomen. Zo probeert koning Kroisos zijn zoon Atys te redden van een orakel, maar tevergeefs. Wanneer hij aan een orakel raad vraagt over een aanval op het Perzische rijk krijgt hij als antwoord dat 'een groot rijk zal vallen', maar het is zijn eigen rijk dat valt. De Perzische koning Kambyses krijgt te horen dat hij zal sterven in Agbatana en gaat ervan uit dat het de stad in Medië betreft; er blijkt echter een gelijknamige stad in Syrië te zijn, waar hij dan inderdaad de dood vindt.

## DeHistoriënals historisch-wetenschappelijk werk
Hoewel Herodotos niet de eerste Griekse auteur was die schreef over het verleden, was hij wel de eerste 'historicus'. Hij was namelijk de eerste die lessen probeerde te trekken uit het verleden. Hij baseert zich op bronnen en maakt gebruikt van historisch-wetenschappelijke methodes zoals rationalisatie - waar mensen door gedreven worden - of etymologie - het verklaren van de oorsprong, cf. de eerste zin: Dit is het verslag van het onderzoek van Herodotos van Halikarnassos / Ἡροδότου Ἁλικαρνησσέος ἱστορίης ἀπόδεξις ἥδε. 'ἱστορίης' duidt dus op het onderzoek dat Herodotos voerde met de hulp van bronnen. Daarnaast vertelt hij als eerste historicus ook een echt verhaal. De bundeling van boeken houdt zo het midden tussen de memoires van een reiziger en een poging van een geschiedkundige avant la lettre om zo veel mogelijk objectief aan geschiedschrijving te doen. Cicero noemde hem dan ook de 'Vader van de geschiedschrijving'.
Toch ging Herodotos niet echt historisch volgens de huidige normen te werk. Hij haalde zijn informatie voornamelijk uit verhalen die hij hoorde van de mensen die hij tegenkwam op zijn reizen, zijn eigen kennis, of dingen die hij gezien heeft. Hij toetste deze bronnen dan niet echt en ging niet na of deze wel klopten. Veel van wat Herodotos vertelt in de Historiën moeten we vandaag dus met een korreltje zout nemen.

## Nederlandse vertalingen
- Historiën. Alles wat ik zag, hoorde en onderzocht, vertaald door Wolther Kassies en toegelicht door Michel Buijs. Met een nawoord van Tom Holland, 2019, ISBN 9789025309367
- Het verslag van mijn onderzoek, vertaald en toegelicht door Hein L. van Dolen, 1995, ISBN 9789061684428
- Historiën, vertaald en ingeleid door Onno Damsté, 1968, ISBN 9789026942495
- Negen boeken der Historien, gezegt de Musen, vertaald door Olfert Dapper, 1665